# Szamjutta-nikája
A Szamjutta-nikája (Saṃyutta Nikāya SN, "Társított gyűjtemény") buddhista iratok gyűjteménye, amely a théraváda buddhizmushoz tartozó páli kánon (Tipitaka) három nagy gyűjteménye (nikája, "kosár") közül a másodikban (Szutta-pitaka) található. A rövidítések miatt nem tisztázott, hogy hány szuttát tartalmaz a gyűjtemény. A Páli Szöveg Társaság szerkesztésében kiadott gyűjtemény 2889 szuttát tartalmaz, Bodhi fordításai között 2904 szutta szerepel, a hagyományos szövegmagyarázatokban pedig 7762 szuttát említenek. A Páli Szöveg Társaság elnöke, Rupert Gethin kutatásai során 2854 szuttát talált a burmai és 7656 szuttát a szingaléz (Srí Lanka) kiadásban. Saját számításai alapján a pontos szám 6696. A thai kiadásban nem tudta pontosan meghatározni a számot. 
A gyűjtemény szuttáit öt csoportra (vagga) osztották. Mindegyik vagga további fejezetekre (szamjutta) van osztva, amelyek további csoportokra vannak osztva témák szerint.

## Kapcsolódás a Szamjukta-ágamához
A Szamjutta-nikája megfelel a különböző korai buddhista iskolák Szútra-pitakáiban található Szamjukta-ágama gyűjteményeinek, amelyek szanszkrit és tibeti fordításokban maradtak fent. A szarvásztiváda iskola verziójának kínai nyelvű fordítását a kínai buddhista kánon tartalmazza: cá ahancsing (雜阿含經), "a vegyes ágamák". A szarvásztiváda és a théraváda szövegek egyik összehasonlító tanulmánya jelentős mértékű egyezőséget mutatott a két mű tartalmában, jóllehet mindkét gyűjtemény tartalmaz olyan szuttákat/szútrákat, amelyek a másikban nem szerepelnek.
Bhikku Szudzsato, kortárs tudós szerzetes szerint a két mű jelentős egyezése alapján az elő-szektariánus buddhizmus idejében, a szerkezetet és a tartalmat illetően, feltehetően csupán ez az egy véglegesített gyűjtemény létezett.

## Fordítások
Magyar nyelven
- Online elérhető válogatott szutták a Szamjutta-nikája gyűjteményből - A Buddha ujja - fordítók: Ádám Szilvia, Kolozsvári Ágnes, Kovács Zoltán, Nyitrai Gábor, Máté Veronika, Fenyvesi Róbert, Szabó Márta, Sándor Ildikó, Boros Szilárd, Tóth Krisztina, Hadházi Zsolt, Bartha Rita, Kertész Ágnes, Páli fordító csoport, Martinusz Mária, Csornai Katalin, Fődi Attila, Darvas Gabriella, Fodor Tibor, Tenigl-Takács László, Obsitos Ildikó, Vekerdi József, Deverdics Kinga, Zacsek Dóra

Angol nyelven
- The Book of the Kindred Sayings, tr C. A. F. Rhys Davids & F. L. Woodward, 1917–30, 5 kötet, Páli Szöveg Társaság], Bristol
- The Connected Discourses of the Buddha, ford. Bhikkhu Bodhi, 2000, Wisdom Publications, Somerville, MA, ISBN 0-86171-331-1;

## Felosztása
A nikájákban (gyűjtemény) található vaggák (fejezetek) a Páli Szöveg Társaság és a burmai kiadás szövegének felelnek meg. A szingaléz A thai kiadás valamelyest eltérően osztja fel a szövegeket:
1. rész - Szagátha-vagga (SN fejezetek: 1-11)

verses szutták gyűjteménye (páli: sagatha), több is megegyezik a páli kánon egyéb részeinek (pl. Theragáthá, Therigáthá, Szutta-nipáta, Dhammapada és a Dzsátaka mesék).
2. rész - Nidána-vagga (SN fejezetek: 12-21)

szutta-gyűjtemény, főleg az ok-okozattal (páli: nidána) kapcsolatban.
3. rész - Khandha-vagga (SN fejezetek: 22-34)

szutta-gyűjtemény az öt halmazzal (páli: szkandha) kapcsolatban.
4. rész - Szalájatana-vagga (SN fejezetek: 35-44)

szutta-gyűjtemény a hat érzékterülettel (páli: sadájatana) kapcsolatban.
5. rész - Mahá-vagga (SN fejezetek: 45-56)

a legterjedelmesebb - innen a "mahá", nagy jelző. Ez a következő fejezetekből áll:
45. fejezet: Nemes nyolcrétű ösvény
46. fejezet: Hét megvilágosodási tényező
47. fejezet: Tudatosság négy megalapozása
48. fejezet: Irányító képességek
49. fejezet: Négy helyes erőfeszítés
50. fejezet: Öt erősség
51. fejezet: A spirituális erő négy alapja
52. fejezet: Anuruddha beszédek
53. fejezet: Dhjána
54. fejezet: Légzés tudatossága
55. fejezet: folyamba-lépés tényezői
56. fejezet: Igazság

## Bibliográfia
- Buddhista Digitális szótár[halott link], bekezdés: Zá Ahánjīng